# Pääkallonpaikka
Pääkallonpaikka é o quinto álbum da banda cristã HB.

## Faixas
| N.º | Título                     | Duração |  |
| 1.  | "Supermies"                | 3:36    |  |
| 2.  | "Hanki elämä III"          | 4:36    |  |
| 3.  | "La Finlande de mon coeur" | 5:10    |  |
| 4.  | "Perkeleitä"               | 3:34    |  |
| 5.  | "Eteenpäin"                | 3:51    |  |
| 6.  | "Tuomioni"                 | 5:42    |  |
| 7.  | "Herralle kiitos II"       | 4:13    |  |
| 8.  | "Valtaa"                   | 4:49    |  |
| 9.  | "Herra puolellamme"        | 3:50    |  |
| 10. | "Pääkallonpaikka"          | 2:59    |  |

## Desempenho nas paradas musicais
| Paradas musicais                   | Melhor posição |
| ---------------------------------- | -------------- |
| Finlândia: Suomen virallinen lista | 5              |